# Гунькина, Светлана Александровна
Светлана Александровна Гу́нькина (родилась 1 апреля 1980 года в Москве) — российская гольфистка. Призёр Всемирного чемпионата гольфистов, неоднократная чемпионка России.

## Биография
Родилась 1 апреля 1980 года в Москве.
До занятий гольфом занималась большим теннисом на стадионе «Фили».
Гольфом начала заниматься в 1992 году в Московском Городском Гольф Клубе на улице Довженко.
Первый тренер — Лариса Малолеткова.
Через год после начала занятий, в 13 лет, заняла 2 место на Чемпионате России. В 1994 и 1995 годах становилась чемпионкой России. С 1994 года являлась лидером юниорской сборной России по гольфу и принимала участие в российско-американском обмене молодыми гольфистами.
В 1997 году на кубке Президента вошла в команду лучших юниоров страны.
В 1997 году поступает в Московский государственный университет экономики, статистики и информатики.
В 1998 году в 18 лет в составе сборной России на Всемирном чемпионате гольфистов («World Golfers Championship») проходившим в Швеции стала бронзовым призёром. До настоящего времени, это лучший результат для сборной России на «World Golfers Championship».
В 1998 году Гунькина Светлана первая, в истории Российского гольфа, получает гольф-стипендию для обучения в частном американском университете «Lynn University» во Флориде. Что интересно, Светлана могла выбирать, так как ещё три университета Флориды, приглашали её к себе на обучение и стать членом их гольф команды.
Уезжает учиться в США и до 2001 года является первым номером сборной команды данного университета. Большую поддержку в этом своём решении получила от знаменитого шведского хоккеиста и основателя первого гольф поля в России — Свена Тумбы.
В составе университетской команды становится впервые в истории России призёром командного чемпионата по гольфу среди университетов США.
Первой из россиянок проходила профессиональный квалификационный отбор в женский Американский тур LPGA.
Первая из российских гольфисток участвовала в отборочном турнире на US OPEN. (набрала 76 ударов, не хватило всего 2-х ударов для прохождения в знаменитый турнир).
В 2003 году вернулась в Россию. Первый и единственный на сегодня в России дипломированный российский специалист по специализации «Гольф Менеджмент».
Работала в гольф клубах США, Казахстана и России.
22.01.2011 года Светлана вышла замуж за Джейсона Шеннолта (Jason Chennault), который является потомком по отцовской линии знаменитого Шеннолта Клэр Ли (Claire Lee Chennault), в честь которого назван Международный аэропорт в Лейк-Чарльзе (штат Луизиана, США). Джейсон является одним из ведущих специалистов США по обслуживанию и эксплуатации гольф полей. При его непосредственном участии гольф поле в Гольф — и Яхт — клубе «Пестово» стало соответствовать международным стандартам и получило шанс принять Европейский гольф тур среди ветеранов(European Senior Tour), где выступают лучшие гольфисты Европы старше 50 лет.
На 01.01.2020 воспитывает двух дочерей 4 и 6 лет.

## Достижения
- 1993 год — 2 место на чемпионате России.
- 1994 год — чемпионка России.
- 1995 год — чемпионка России.
- 1995 год — чемпионка России среди юниоров.
- 1996 год — чемпионка России среди юниоров.
- 1997 год — чемпионка России среди юниоров.
- 1998 год — бронзовый призёр Всемирного чемпионата гольфистов («World Golfers Championship») в составе сборной России.
- 1998 год — 2 место на чемпионате России.
- 1998 год — победитель Moscow Ladies Open.
- 1999/2000 год — 1 место на NSU FALL CLASSIC в составе команды Lynn University
- 2000 год — бронзовый призёр чемпионата России.
- 2006 год — победитель кубка России

### специальные призы
- 1997 год — кубок Президента — приз за самый дальний удар.
- 1998 год — кубок Президента — приз за самый дальний удар — 240 метров.[8]
- 2006 год — кубок России — приз за самый дальний удар.
- 2010 год — Регулярный Чемпионат по гольфу среди профессионалов — приз за самый дальний удар.

## Интересные факты
Играя в гольф в США стала также лауреатом национальной премии поэтов США. И одно из её стихотворений (Attack on America) было записано на диск «The Sound of Poetry», где стихи читают известные актёры Америки.
На её стихотворение известный казахский композитор Тулеген Мухамеджанов написал песню «Не уходи». На эту песню был снят клип, где её исполняет певица Лера.